# مايكل إل كورتز
مايكل إل كورتز (بالإنجليزية: Michael L. Kurtz)‏ (و. 1941 – م) هو مؤرخ من الولايات المتحدة الأمريكية . ولد في نيو أورلينز، لويزيانا .
وهو عضو في الحزب الجمهوري .

## التعليم
تعلم في University of New Orleans، وجامعة تينيسي، وجامعة تولين.